# Umbilicaria viperina
Umbilicaria viperina är en lavart som beskrevs av Llano. Umbilicaria viperina ingår i släktet Umbilicaria och familjen Umbilicariaceae.   Inga underarter finns listade i Catalogue of Life.